# Église Saint-Jean-Baptiste de Valence
Pour les articles homonymes, voir Église Saint-Jean-Baptiste.
L'église Saint-Jean-Baptiste est une église catholique située sur la place Saint-Jean, dans la vieille ville de Valence, dans le département de la Drôme.
Elle est perchée au point le plus haut de la ville, signe de son ancienneté, et serait l'un des tout premiers lieux de culte chrétien dans une Valence alors naissante (Valentia). Des documents évoquent le déroulement de différents conciles en son sein, notamment ceux de 374 (1er concile de Valence) et de 855. L'église fut réellement mentionnée pour la première fois dans l'inventaire du chapitre de Valence, en 1189. Cependant tout laisse croire que l'édifice fut construit bien avant, sans néanmoins pouvoir l'attester au moyen de dates. Il est traditionnellement retenu que celui-ci vit le jour durant le haut Moyen Âge.
L'église Saint-Jean-Baptiste fait l’objet d’une inscription au titre des monuments historiques depuis le 4 août 1978.

## Histoire
Au vu de l'ancienneté de l'édifice, ses origines restent incertaines, aucun document ne permettant aujourd'hui de connaître précisément ce qu'était l'église primitive. Néanmoins il semblerait que la partie inférieure du clocher-porche remonte au XIIe siècle. Au cours du XVe siècle, Saint-Jean-Baptiste connut différentes phases de travaux, son état général étant alors dégradé. Le clocher était à cette époque pourvu d'un jacquemart.
Durant le XVe siècle et ses guerres de religion, Saint-Jean souffrit comme tout autre lieu de culte valentinois ; dans la nuit de la Toussaint de 1567, des protestants armés pénètrent dans la ville et incendient la cathédrale Saint-Apollinaire, réservant au passage le même sort à Saint-Jean-Baptiste. Début XVIIe siècle, des travaux s'efforceront de relever l'église, la nef restant alors dépourvue de bas-côté.
En 1720 sous décision de l'évêque de Valence, Jean de Catelan, l'église Saint-Jean est reconstruite. A la même occasion les inhumations qui y étaient pratiquées furent interdites ; l'important cimetière alors situé contre le chevet fut déplacé à l'est, près du Faubourg Saint-Jacques, en 1776 (le dit cimetière daté d'avant 1284). Seule subsiste aujourd'hui la tombe de l'évêque du diocèse de Bethléem, Christophoro d'Authier de Sisgau (en), fondateur du premier séminaire de Valence en 1639.
En 1785, un incendie ravage le sommet du clocher. Le jacquemart sera remplacé par un campanile en fer forgé.
À la Révolution, en 1790, au sortir de l'office, le comte de Voisins est assassiné par la population excédée de la présence croissante de troupes militaires. Cet évènement eu pour effet de transformer Saint-Jean en son édifice et en ses fonctions. Avec les troubles de 1793, les célébrations du culte prennent fin. Saint-Jean deviendra tout d'abord un lieu de réunion des assemblées primaires, puis un entrepôt de matériel militaire ainsi qu'une geôle pour les prisonniers de guerre.

## Architecture et restauration

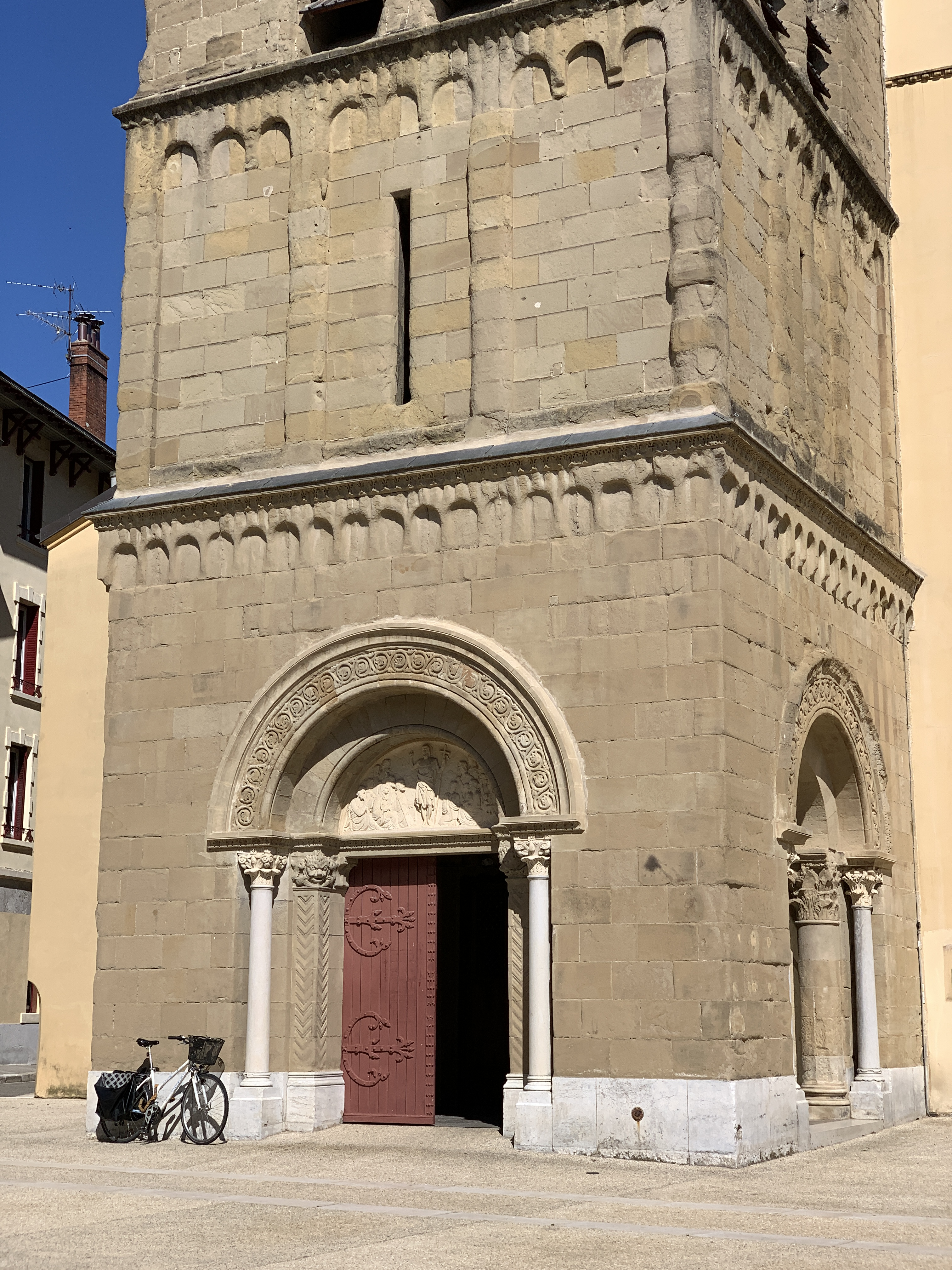
L'entrée principale.

Le 24 mars 1801, un arrêté permet à Saint-Jean la réouverture au culte, qui devient par la même occasion une annexe de la cathédrale Saint-Apollinaire. Dans cette optique, le corps de l'église est sujet à un programme de reconstruction entre 1840 et 1849, d'après les dessins du diocésain H. Epailly (le chantier se fait cependant au ralenti, comme l'indique un rapport auprès du conseil municipal, datant du 18 juin 1844. Les travaux ne seront rendus que le 9 novembre 1849). La reconstruction fut plus coûteuse que prévu, cela est notamment dû aux fondations qui durent être plus profondes que précédemment ; en effet; la présence de pierres mêlées d'ossements humains ne permettait pas de supporter la nef telle qu'auparavant.
Le corps de l'édifice est marqué de rappels à l'architecture de Saint-Apollinaire ; « celui-ci comporte des arcatures en plein cintre, des ouvertures en colonnettes et chapiteaux, des frises d'arcatures aveugles sous le passe de toit, des cordons de denticules, etc. ».

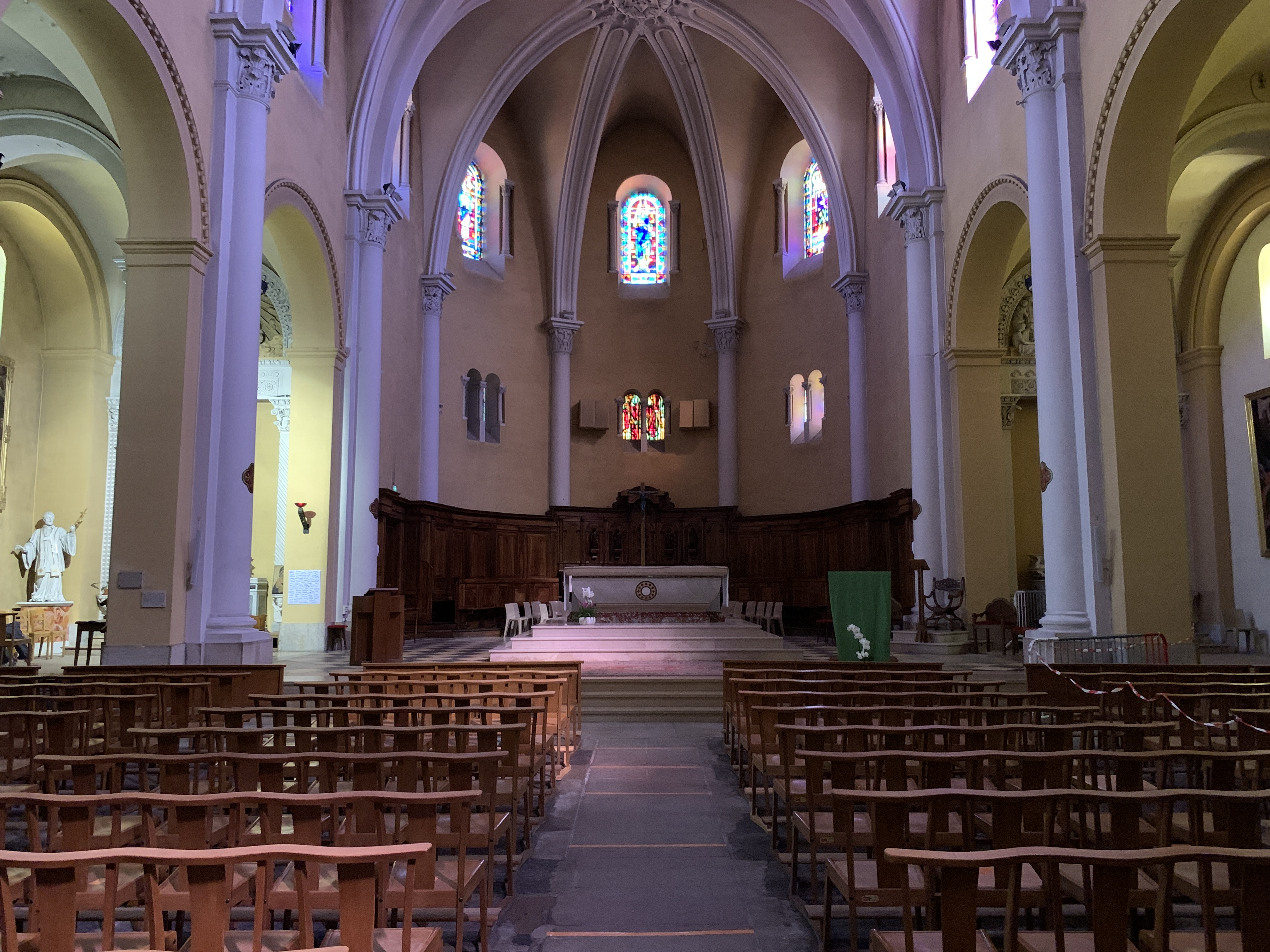
La nef vers le chœur.

Durant la Seconde Guerre mondiale, le 15 août 1944 le bombardement souffle les vitraux de l'église ; dès 1945 les maîtres verriers Thomas et Balayn recréent les vitraux du chœur et des bas-côtés. En 1966, l'intérieur de l'édifice fut refait ; le chœur a été ré-agencé à la suite de la réforme liturgique prononcée lors du concile Vatican II. Le mobilier liturgique sera créé par l'architecte J. Hartman. On peut encore voir aujourd'hui certaines de ses créations, comme les chandeliers, la croix et les statues de la Vierge Marie et de saint Joseph.
En 2005/2006, dans le cadre de la Convention patrimoine de Valence, l'église connut une nouvelle phase de restauration. Tout d'abord les façades du corps furent ravalées et enduites avec un badigeon teinté. En second lieu vint le tour des façades du clocher, qui furent nettoyées, et qui virent leur joints repris. Avec cette restauration des façades, on peut compter la réouverture de la baie originelle du portail sud, ainsi que la pose d'un vitrage, permettant d'admirer de l'extérieur les chapiteaux du clocher, sans pour autant les exposer à la détérioration.
L’église conserve les reliques de saint Venant, évêque de Viviers (VIe siècle).

### Leclocher-porchenéo-roman(XIXesiècle)

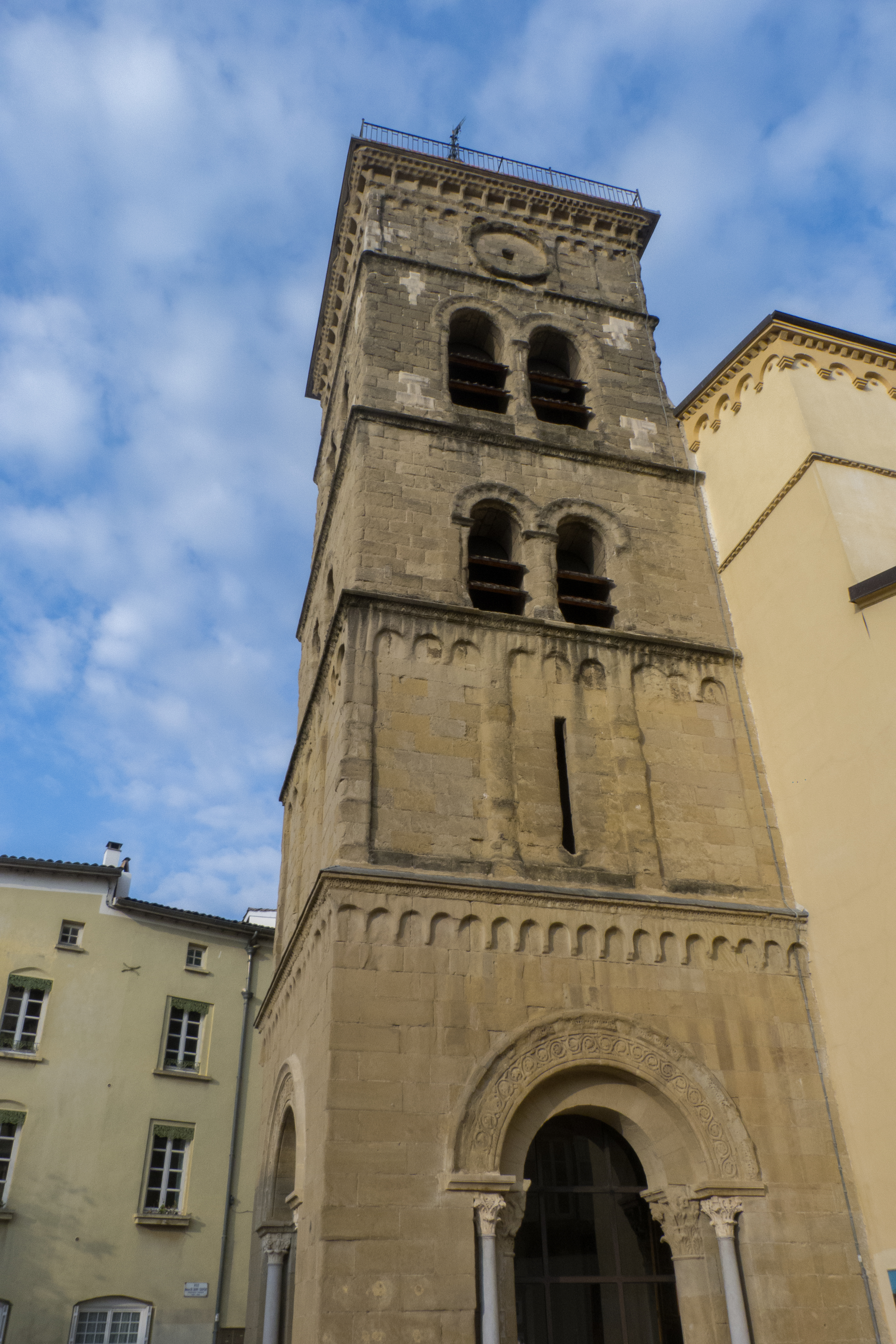
Le clocher néo-roman (1876).

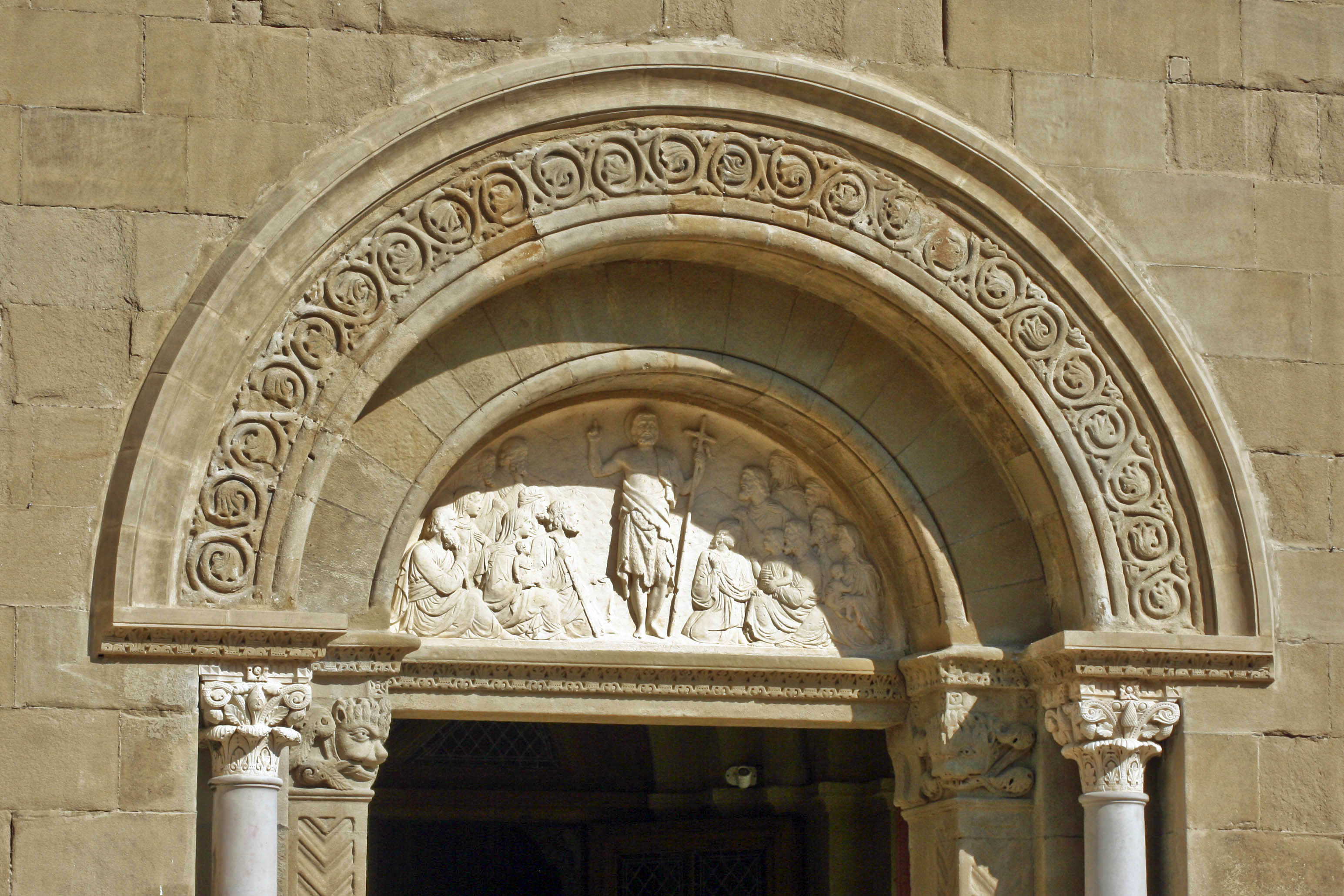
Porche ouest, tympan

À la suite de la restauration (voir section ci-dessus) de 1849, s'exécutant principalement sur le corps du bâtiment, le clocher-porche se voit lui aussi rénové en 1861. À l'origine les ouvertures sont pourvues d'arcs brisés, ce qui fait de lui une œuvre du XVe siècle, XVIe siècle. L'architecte qui en fait les relevés, Auguste Chauffeur, prévoit de bouleverser le style architectural, selon lui il serait préférable de conserver le « caractère primitif du clocher d'origine tout en proposant un reparementage complet des quatre façades ». Le tympan sera doté d'un bas-relief évoquant Saint-Jean-Baptiste.
Pour cette rénovation, A. Chauffeur emprunta des caractéristiques architecturales et décoratives propres au premier âge du style roman. On peut remarquer des ouvertures en plein cintre, des baies géminées avec archivolte saillante couverte de billettes, ou encore des bandes lombardes liées par des arcatures aveugles.
L'aspect ancien, typiquement médiéval est conféré par l'usure et la patine que subit la pierre de molasse de Châteauneuf-sur-Isère. On retrouve ce matériau dans différents édifices valentinois, tels que la maison des Têtes.

#### Les chapiteaux romans
À l'entrée du clocher subsistent huit chapiteaux témoins de ce que fut l'église romane, au Moyen Âge. Quatre d'entre eux comportent un décor feuillagé tantôt agrémenté de poissons, tantôt de têtes sculptées. Deux autres supportent des masques crachant des feuillages. Deux encore, historiés, « contiennent » les angles nord-est et sud-ouest. Celui placé au nord, appelé Femme aux serpents, représente un personnage nu, probablement une femme, au corps cerné d'animaux hybrides, mi-oiseaux, mi-serpents. De sa main gauche, elle tient le bec de l'un d'eux. Cette image s'inscrit dans une iconographie biblique de la luxure, très répandue par la sculpture médiévale.
Au sud, à gauche de l'entrée, se trouve le chapiteau dit de Tobie capturant le poisson. Hissé sur un poisson, dans l'angle intérieur du chapiteau, Tobie tient dans la main droite ce qui pourrait être identifié comme un couteau, alors qu'il vient de tuer le monstre hantant les eaux du Tigre. Sur l'arête extérieure, un personnage, soit l'archange Raphaël guidant Tobie, soit le père aveugle de celui-ci, s'abritant. Les deux personnages sont maintenus distants par un décor aquatique, maculé de petits trous servant peut-être au préalable à l'insertion de pierres colorées. Enfin, au centre de la corbeille, figure une tête sculptée. On retrouve avec la cathédrale Saint-Apollinaire des similitudes quant au traitement des chapiteaux, notamment sur le vocabulaire.

Chapiteaux du porche
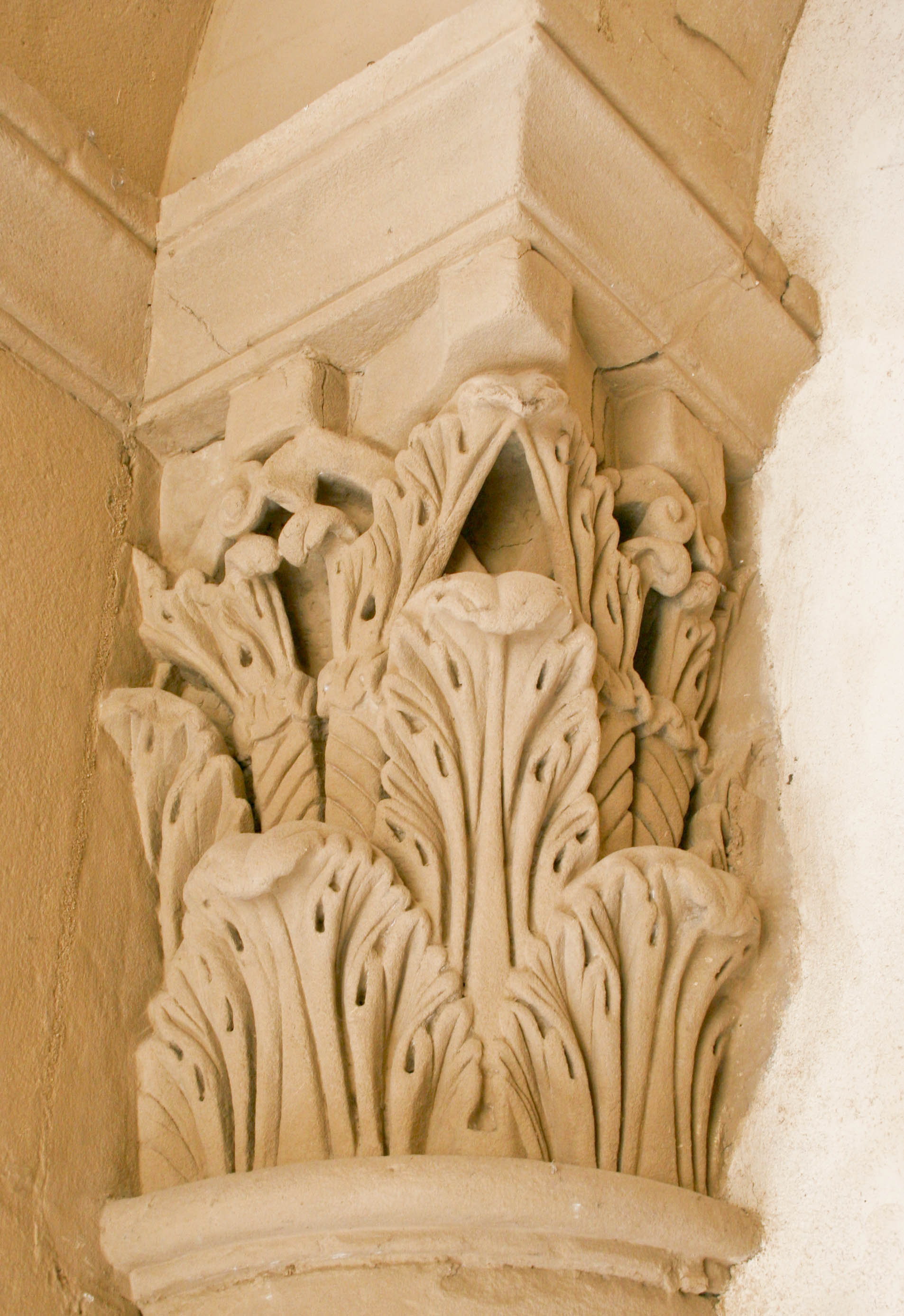
Chapiteau à feuillages.
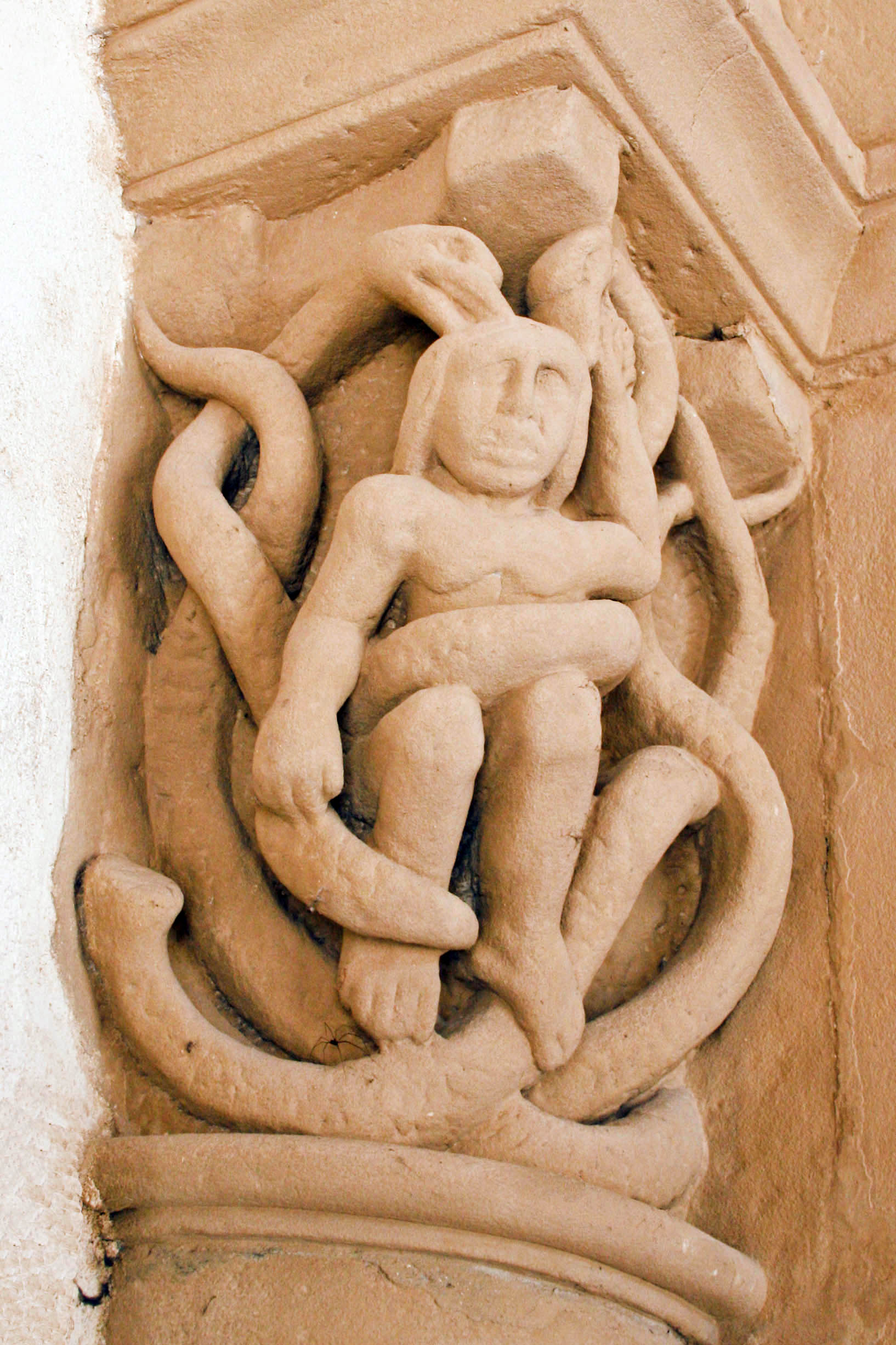
La femme aux serpents.
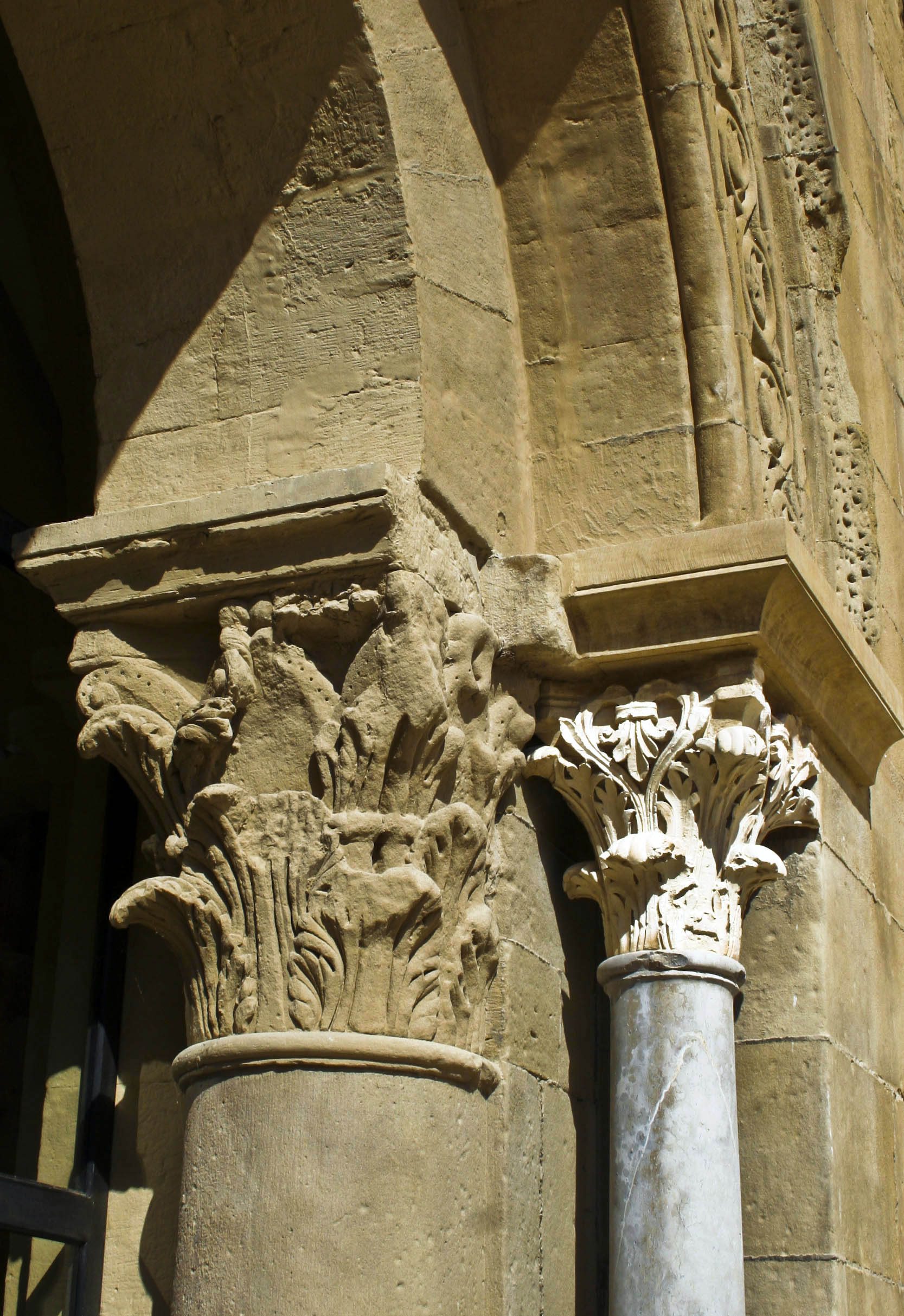
Chapiteaux à feuillages.
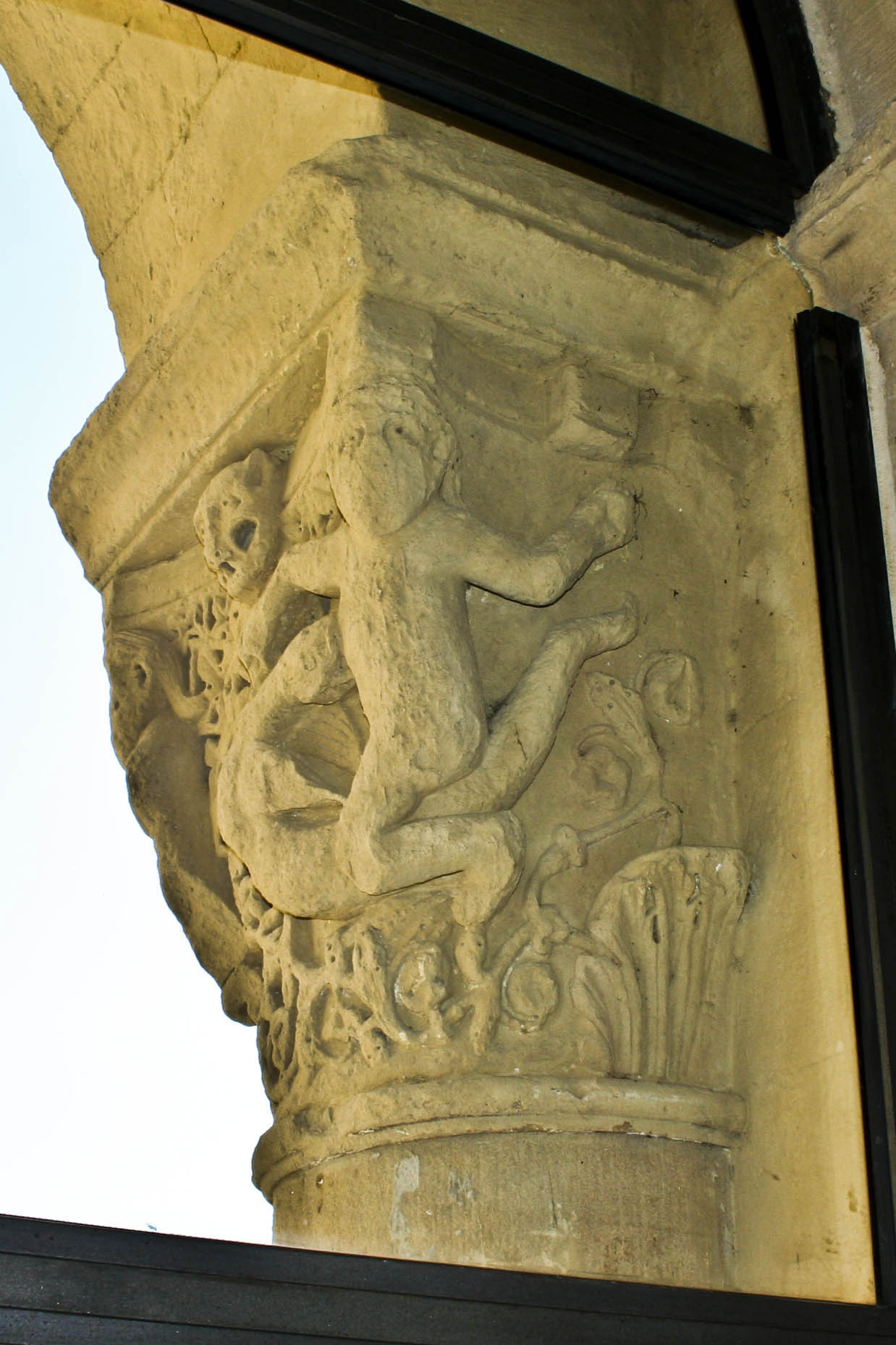
Tobie capturant le poisson.
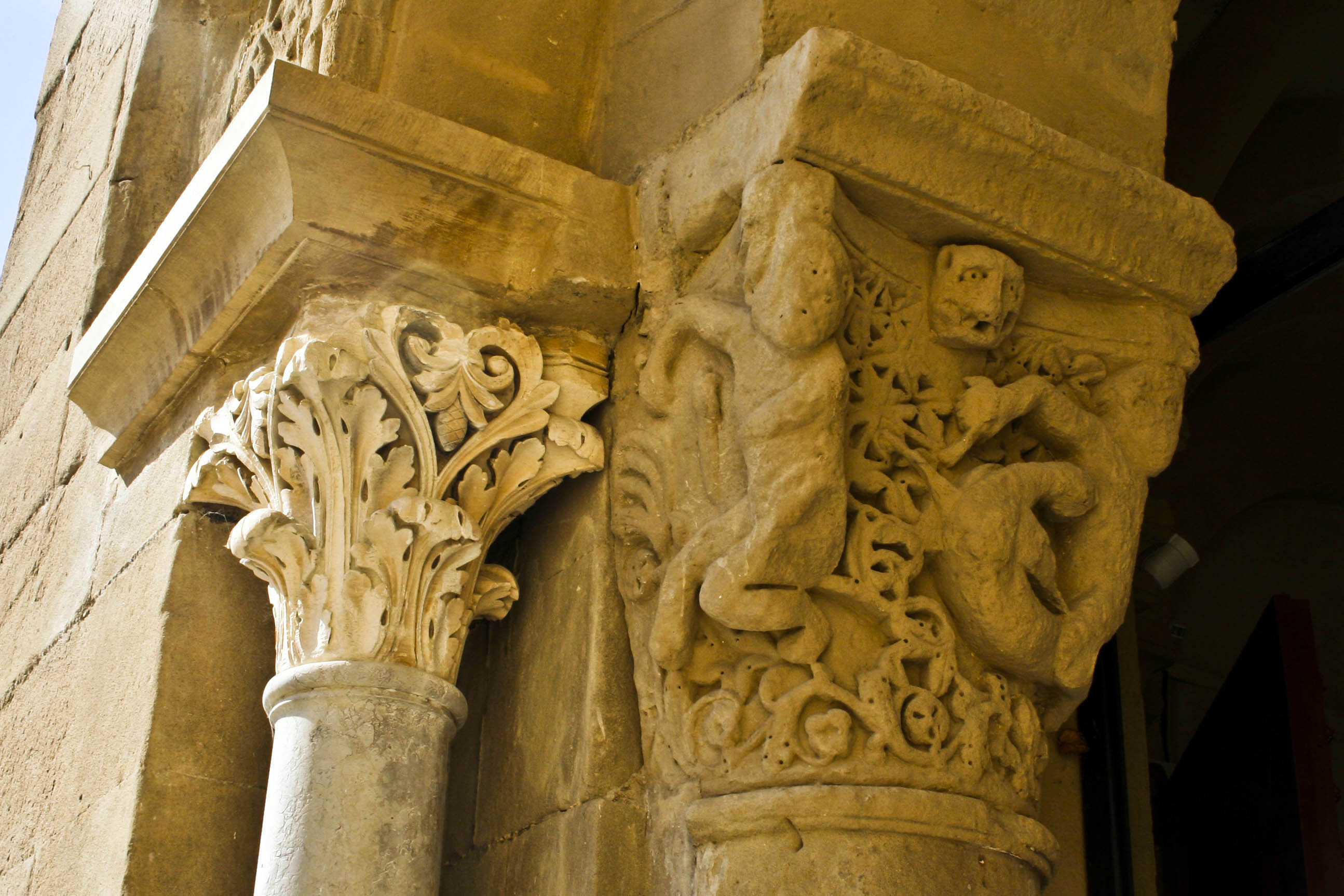
Tobie capturant le poisson.

### Source
- Renseignements pris auprès du service municipal, Valence Ville d'Art et d'Histoire, situé à la Maison des Têtes, au 57 Grande-Rue, 26000  Valence